# 铜镜反应
铜镜反应即能够形成铜镜的反应。该反应与银镜反应类似，有多种方法，但其中大多数操作十分困难，成功率低。

## 操作

### 容器处理
将烧杯洗净，使用氯化亚锡使器具表面敏化，用银镜反应处理使器具表面渡上一层薄薄的银（此步其实可以省略，但是会降低反应的成功率），再次洗净烧杯，可以先将稀硝酸注入容器内，然后倒去稀硝酸，再注入热的氢氧化钠溶液后清洗烧杯。

### 还原法法

#### 醛类还原法
将容器处理过后硫酸铜与氢氧化钠混合并加入酒石酸钾钠制得斐林试剂倒入器具中，加入甲醛或乙二醛后迅速搅拌均匀，二者的醛基能夠将其还原成铜单质并附着在器壁上形成铜镜。

##### 注意
- 只能使用甲醛或乙二醛，因为其他醛类还原性弱，只能将铜还原成+1价的氧化亚铜而不能还原成0价的铜单质。
- 该实验对器具清洁程度的要求很高，需要使用蒸馏水、稀硝酸洗涤，还需要使用热氢氧化钠溶液浸泡。
- 铜单质很难附着于烧杯壁上，因此需要首先使用氯化亚锡将其表面敏化，之后再用银镜反应在器壁上制造出一层薄薄的银镜以便铜单质附着。
- 铜镜反应要“见好就收”，因为反应生成的氢气会破坏铜镜表面。

#### 肼还原法
对反应容器进行处理后，将硫酸铜溶液倒入烧杯，再将水合肼缓慢注入烧杯中，并通过温水水浴来提高成功率，在产生大量氮气的同时会有大量细腻的铜单质微粒产生，并会有部分附着于容器上形成铜镜。

##### 注意
此方法产生的大量氮气气泡可能会破坏铜镜，需谨慎使用。对于容器的需求基本与醛类还原法相同。

#### 抗坏血酸-氨水法
，相比于前两者，危险性相对较低，成功率也相对较高。
对反应容器处理过后，再另外一个烧杯内配置硫酸铜溶液，往其中加入抗坏血酸并形成青绿色络合物，过滤去不溶性杂质后将溶液注入到原来的烧杯内，然后往溶液中滴加氨水直至反应溶液内产生大量棕黄色沉淀，然后对烧杯进行温水水浴处理以提高反应成功率，静置一段时间后可观察到铜镜生成。

##### 注意
- 药品添加的顺序不能颠倒，否则很可能就变成了抗坏血酸和铜氨溶液发生反应。
- 抗坏血酸和氨水都要足量，如果抗坏血酸不足则制备出来的就是含有杂质的铜氨溶液，如果氨水不足则只能沉淀出氧化亚铜[原創研究？]。

## 拓展阅读
- 铜镜反应-银镜反应-金镜反应
- 斐林试剂、班氏试剂